# Bennett (Iowa)
Bennett ist eine Kleinstadt (mit dem Status „City“) im Cedar County im US-amerikanischen Bundesstaat Iowa. Das U.S. Census Bureau hat bei der Volkszählung 2020 eine Einwohnerzahl von 347 ermittelt.

## Geografie
Bennett liegt im Osten Iowas, rund 35 km nördlich des die Grenze Iowas zu Illinois bildenden Mississippi. Der Schnittpunkt der drei Bundesstaaten Iowa, Illinois und Wisconsin liegt rund 110 km nordnordöstlich von Bennett, die Grenze zu Missouri verläuft rund 180 km südlich.
Die geografischen Koordinaten von Bennett sind 41°44′25″ nördlicher Breite und 90°58′26″ westlicher Länge. Das Stadtgebiet erstreckt sich über eine Fläche von 0,52 km² und liegt in der Inland Township.
Nachbarorte von Bennett sind Lowden (16,6 km nordnordöstlich), Wheatland (22,3 km nordöstlich), Dixon (18 km östlich), Maysville (25,4 km südöstlich), Durant (21,2 km südsüdöstlich), Wilton (20,1 km südsüdwestlich), Rochester (23,3 km südwestlich), Tipton (16,3 km westnordwestlich) und Clarence (23,1 km nordwestlich).
Iowa City liegt 56,4 km westsüdwestlich. Die nächstgelegenen Großstädte sind Cedar Rapids (81,5 km nordwestlich), Rochester in Minnesota (347 km nordnordwestlich), die Twin Cities in Minnesota (482 km in der gleichen Richtung), Wisconsins Hauptstadt Madison (253 km nordöstlich), Chicago in Illinois (313 km östlich), die Quad Cities in Iowa und Illinois (48,5 km südöstlich), St. Louis in Missouri (435 km südlich), Kansas City in Missouri (545 km südwestlich), Iowas Hauptstadt Des Moines (240 km westlich) und Nebraskas größte Stadt Omaha (462 km in der gleichen Richtung).

## Verkehr
Der Iowa Highway 130 führt durch den nordöstlichen Teil von Bennett. Alle weiteren Straßen sind untergeordnete Landstraßen, teils unbefestigte Fahrwege sowie innerörtliche Verbindungsstraßen.
Der nächste Flughafen ist der Flughafen Cedar Rapids – Eastern Iowa (72,8 km westnordwestlich).

## Bevölkerung
Nach der Volkszählung im Jahr 2010 lebten in Bennett 405 Menschen in 160 Haushalten. Die Bevölkerungsdichte betrug 778,8 Einwohner pro Quadratkilometer. In den 160 Haushalten lebten statistisch je 2,53 Personen.
Ethnisch betrachtet setzte sich die Bevölkerung zusammen aus 97,5 Prozent Weißen, 0,5 Prozent Afroamerikanern sowie 1,5 Prozent Asiaten; 0,5 Prozent stammten von zwei oder mehr Ethnien ab. Unabhängig von der ethnischen Zugehörigkeit waren 2,5 Prozent der Bevölkerung spanischer oder lateinamerikanischer Abstammung.
28,1 Prozent der Bevölkerung waren unter 18 Jahre alt, 55,1 Prozent waren zwischen 18 und 64 und 16,8 Prozent waren 65 Jahre oder älter. 49,6 Prozent der Bevölkerung waren weiblich.
Das mittlere jährliche Einkommen eines Haushalts lag bei 53.750 USD. Das Pro-Kopf-Einkommen betrug 23.963 USD. 9,0 Prozent der Einwohner lebten unterhalb der Armutsgrenze.